# Davanagere
Davanagere là một thị xã và là nơi đặt hội đồng thành phố của quận Davanagere thuộc bang Karnataka, Ấn Độ.

## Nhân khẩu
Theo điều tra dân số năm 2001 của Ấn Độ, Davanagere có dân số 363.780 người. Phái nam chiếm 52% tổng số dân và phái nữ chiếm 48%. Davanagere có tỷ lệ 69% biết đọc biết viết, cao hơn tỷ lệ trung bình toàn quốc là 59,5%: tỷ lệ cho phái nam là 74%, và tỷ lệ cho phái nữ là 64%. Tại Davanagere, 12% dân số nhỏ hơn 6 tuổi.